# ア・チェンジ・オブ・ペース
ア・チェンジ・オブ・ペース (A Change of Pace) は、アメリカ合衆国アリゾナ州ピオリアにて結成されたポップ・パンクバンドである。デビュー当時は、My Chemical Romance等を輩出した「Immortal Records(イモータル・レコード)」からのニューカマーとして話題になった。アメリカでは若い世代を中心に人気があり、Warped Tourにも出場した経験を持っている。

## メンバー
- トリー・ジャスパー (Torry Jasper) / ヴォーカル 2001年-2008年、2012年-
- ジョニー・アブドゥール (Johnny Abdullah) / ベース
- アダム・ロジャース (Adam Rodgers) / ギター
- ダン・パーカー (Dan Parker) / ギター
- ジョナサン・ケリー (Jonathan Kelley) / ドラム

### 旧メンバー
- ミカオ・ベンスレイ (Micah Bentley) / ヴォーカル 2008年-2011年

## 略歴
当時高校生だったジャスパーとケリーを中心に、アリゾナ州ピオリアにて結成された。その後の2003年、自主制作のミニアルバム「Change Is the Only Constant」でデビューを飾る。
アメリカの大手アップロード型サイト「Purevolume」にて自身の楽曲をアップロードしたところ、大手インディーズレーベルのImmortal Recordsの目に止まり、契約を結ぶことに成功する。そして、2005年に1stアルバム「An Offer You Can't Refuse」をリリース。それから約一年後には、2ndアルバム「Prepare the Masses」をリリースしている。
2008年6月に入ると、突如、ヴォーカルのトリー・ジャスパーが脱退を表明。すぐさま、新ヴォーカルにミカオ・ベンスレイを迎え入れ、ミニアルバム「Just No Better Way」をリリースしている。
2011年にヴォーカルのベンスレイが脱退し、年明けの2012年にジャスパーがバンドに復帰した。

## ディスコグラフィー

### アルバム
- An Offer You Can't Refuse (2005年3月22日)
- Prepare the Masses (2006年8月15日)
- It Could Be Worse (2011年)

### ミニアルバム
- Change Is the Only Constant (2003年)
- Just No Better Way (2008年)
- In This Together (2009年)

### その他の作品
- Masters of Horror Soundtrack (2005年)
- A Santa Cause - It's a Punk Rock Christmas (2006年)
- Rockin' Romance (Summer Girls - LFO Cover) (2009年)

### デモ音源
- Connect Set (2000年)